# Anastassia Kodirova
Anastassia Aleksandrovna Kodirova (en russe : Анастасия Александровна Кодирова) (née Belikova le 22 juillet 1979 à Tcheliabinsk) est une ancienne joueuse de volley-ball russe. Elle mesure 1,90 m et jouait au poste de centrale. 

## Biographie
Avec l'équipe de Russie de volley-ball féminin, elle est médaillée d'argent olympique en 2000 à Sydney.

## Clubs
| Club                 | De        | À         |
| -------------------- | --------- | --------- |
| Avtodor-Metar        | 1995-1996 | 1995-1996 |
| Ouralotchka -2       | 1996-1997 | 1998-1999 |
| Ouralotchka NTMK     | 1999-2000 | 2003-2004 |
| Samorodok Khabarovsk | 2004-2005 | 2005-2006 |
| Dinamo Moscou        | 2006-2007 | 2006-2007 |
| Ouralotchka NTMK     | 2008-2009 | 2008-2009 |
| Avtodor-Metar        | 2009-2009 | 2009-2009 |
| Spartak Omsk         | 2009-2010 | 2009-2010 |
| Dinamo Krasnodar     | 2010-2011 | 2010-2011 |
| Fakel Novy Ourengoï  | 2011-2012 | 2011-2012 |

## Palmarès

### Équipe nationale
- Jeux olympiques
  -  2000 à Sydney[1]
- Coupe du monde
  - Finaliste : 1999.
- Championnat d'Europe
  - Vainqueur : 1997, 1999.
- Grand Prix mondial
  - Vainqueur : 1997, 1999, 2002.
  - Finaliste : 1998, 2000, 2003.
- World Grand Champions Cup
  - Vainqueur : 1997.
  - Finaliste : 2001.
- Championnat du monde des moins de 20 ans
  - Vainqueur : 1997.
- Championnat d'Europe des moins de 20 ans
  - Finaliste : 1996.
- Championnat du monde des moins de 18 ans
  - Finaliste : 1995, 1997.

### Clubs
- Championnat de Russie : 
  - Vainqueur : 2000, 2001, 2002, 2003, 2004, 2007.
  - Finaliste : 1998, 1999.

### Distinctions individuelles
- World Grand Champions Cup féminine 1997:Meilleure contreuse.
- Grand Prix Mondial de volley-ball 2003: Meilleure contreuse.
- Ligue des Champions de volley-ball féminin 2006-2007: Meilleure contreuse[2].